# Les Ventes
Les Ventes ist eine französische Gemeinde mit 1.047 Einwohnern (Stand: 1. Januar 2022) im Département Eure in der Region Normandie. Sie gehört zum Arrondissement Évreux und zum Kanton Conches-en-Ouche. Die Einwohner werden Ventois und Ventoises genannt.

## Geografie
Les Ventes liegt etwa neun Kilometer südsüdwestlich von Évreux. Umgeben wird Les Ventes von den Nachbargemeinden La Bonneville-sur-Iton und Aulnay-sur-Iton im Norden, Arnières-sur-Iton im Nordosten, Les Baux-Sainte-Croix im Osten, Le Plessis-Grohan im Osten und Südosten, Sylvains-Lès-Moulins im Süden und Südwesten, Mesnils-sur-Iton im Südwesten, Le Val-Doré und Gaudreville-la-Rivière im Westen sowie Glisolles im Nordwesten.

## Bevölkerungsentwicklung
| Jahr      | 1962 | 1968 | 1975 | 1982 | 1990 | 1999 | 2006 | 2013 | 2020 |
| Einwohner | 344  | 324  | 500  | 965  | 1035 | 1006 | 1036 | 1041 | 1043 |

Quelle: INSEE

## Sehenswürdigkeiten
- Dolmen: Pierre courcoulée  seit 1889 als Monument historique klassifiziert, Dolmen de l’Hôtel-Dieu seit 1910 als Monument historique klassifiziert
- Kirche Saint-Éloi aus dem 16. Jahrhundert
- Herrenhaus La Trigale

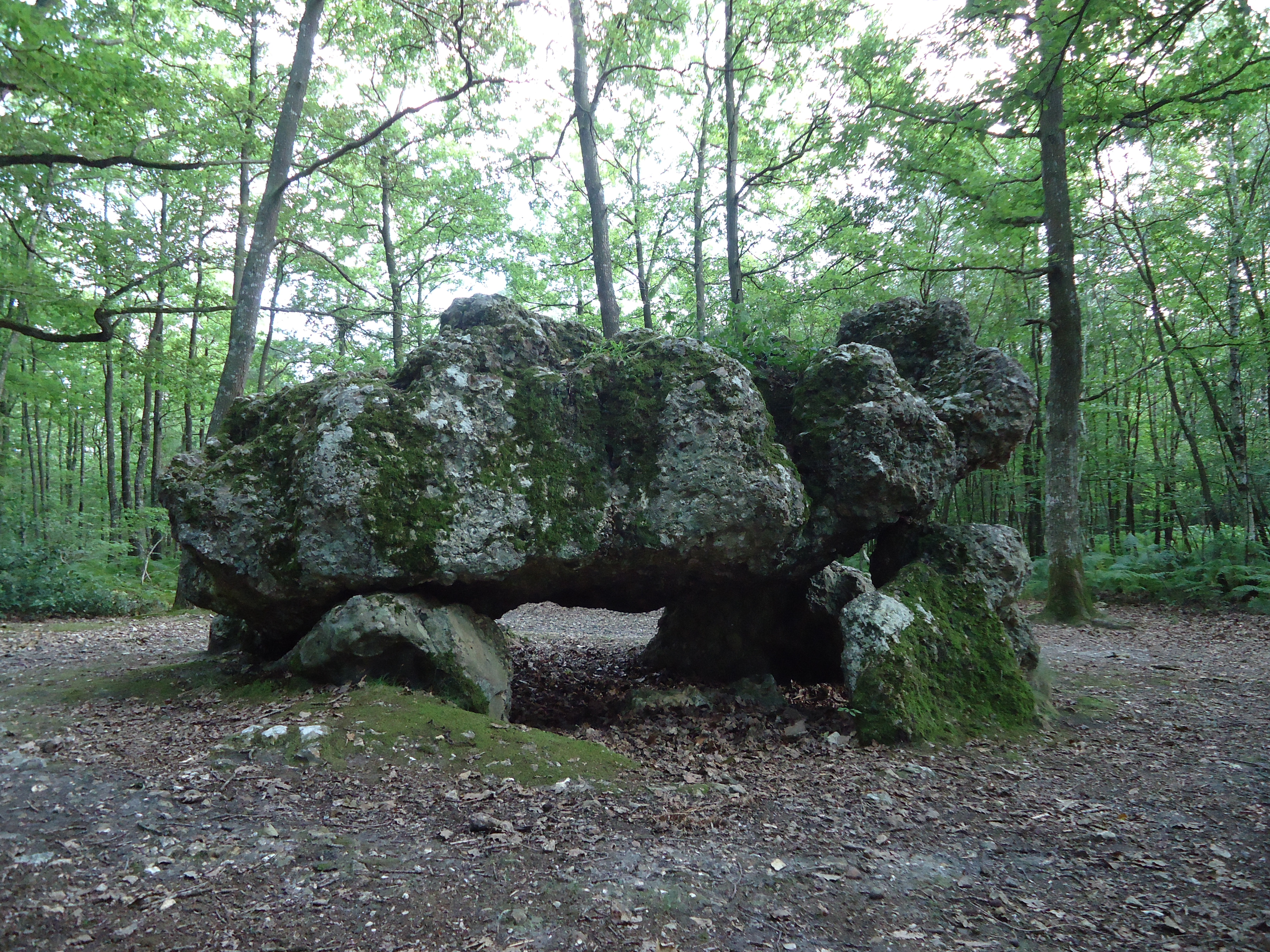
Pierre Courcoulée
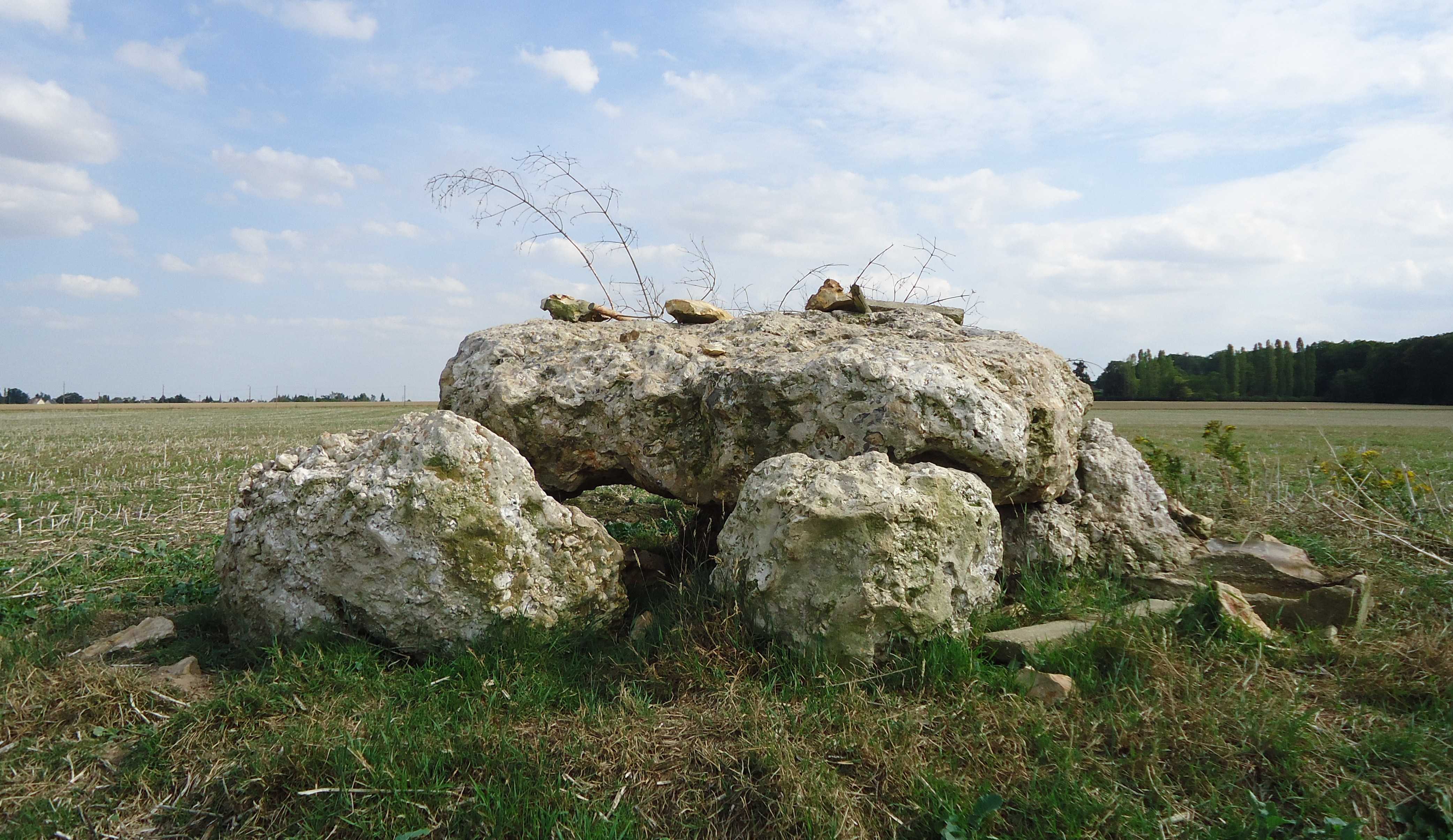
Dolmen L'Hôtel-Dieu